# Luís Felipe Freitas
Luís Felipe Cardoso Freitas (Rio de Janeiro, 19 de janeiro de 1988), também conhecido como Luisinho ou LFF, é um jornalista esportivo, narrador e apresentador brasileiro. Narrou a Copa do Mundo FIFA de 2022 e da Copa do Mundo de Clubes da FIFA de 2022 pela CazéTV, canal de transmissões esportivas de Casimiro Miguel.
Anteriormente, Luís narrava partidas de basquete, futebol americano e de futebol pela TNT Sports/Esporte Interativo, onde permaneceu por 13 anos até seu desligamento em novembro de 2022.

## Biografia
Luís disse em entrevista que a paixão pelo futebol veio desde muito cedo. "Tenho fortes lembranças de jogar bola antes e depois dos jogos da Copa de 94. Amigos e familiares se reuniam lá em casa para torcermos pela Seleção e isso foi muito marcante. Tinha apenas seis anos e foi muito especial ter vivido aquele momento de retomada da Seleção. Tenho certeza de que isso e os acontecimentos, bons e ruins, do meu time, contribuíram demais para minha paixão pelo esporte" — destacou ao Lance!.
LFF se formou em Publicidade e Propaganda pela ESPM e só foi entrar no mundo do jornalismo quando estava no 7º período da faculdade. ''Sempre quis trabalhar com esporte, mas não necessariamente como jornalista'', segundo ele.
Em 2008, Luís iniciou um estágio no departamento de marketing de uma loja de tecidos, e em meados de 2009 se demitiu da empresa pois não tinha interesse na área.
Com 21 anos, no início de 2009, Luís iniciou um curso de reportagem esportiva na Escola de Rádio do Rio de Janeiro, localizada em Botafogo, que por meio desta, descobriu outro curso de narração e comentários esportivos com João Guilherme e Alex Escobar.
No segundo semestre de 2009, Luís foi chamado pela equipe do Esporte Interativo por meio de indicações de João e Alex Escobar para a apresentação de um reality show. Contudo, foi vetado por André Henning e Fábio Medeiros por ser, segundo eles, ''novo demais''.
No final de 2009, Luís foi contratado pelo Esporte Interativo e lá permaneceu pelos 13 anos subsequentes.
No dia 12 de novembro de 2022, Luisinho anunciou oficialmente sua saída da equipe da TNT Sports para focar em projetos pessoais e narrar a Copa do Mundo FIFA de 2022 na CazéTV.

## Prêmios e indicações
| Ano  | Prêmios             | Categoria         | Resultado | Ref.  |
| ---- | ------------------- | ----------------- | --------- | ----- |
| 2021 | Prêmio Comunique-se | Locutor Esportivo | Indicado  | [ 9 ] |